# Rhynchostegium praecox
Rhynchostegium praecox là một loài rêu trong họ Brachytheciaceae. Loài này được Hedw. De Not. mô tả khoa học đầu tiên năm 1867.